# Cryptocephalus
I crittocefali (Cryptocephalus Geoffroy, 1762) sono un genere di insetti dell'ordine dei coleotteri e della famiglia dei crisomelidi. 

## Storia

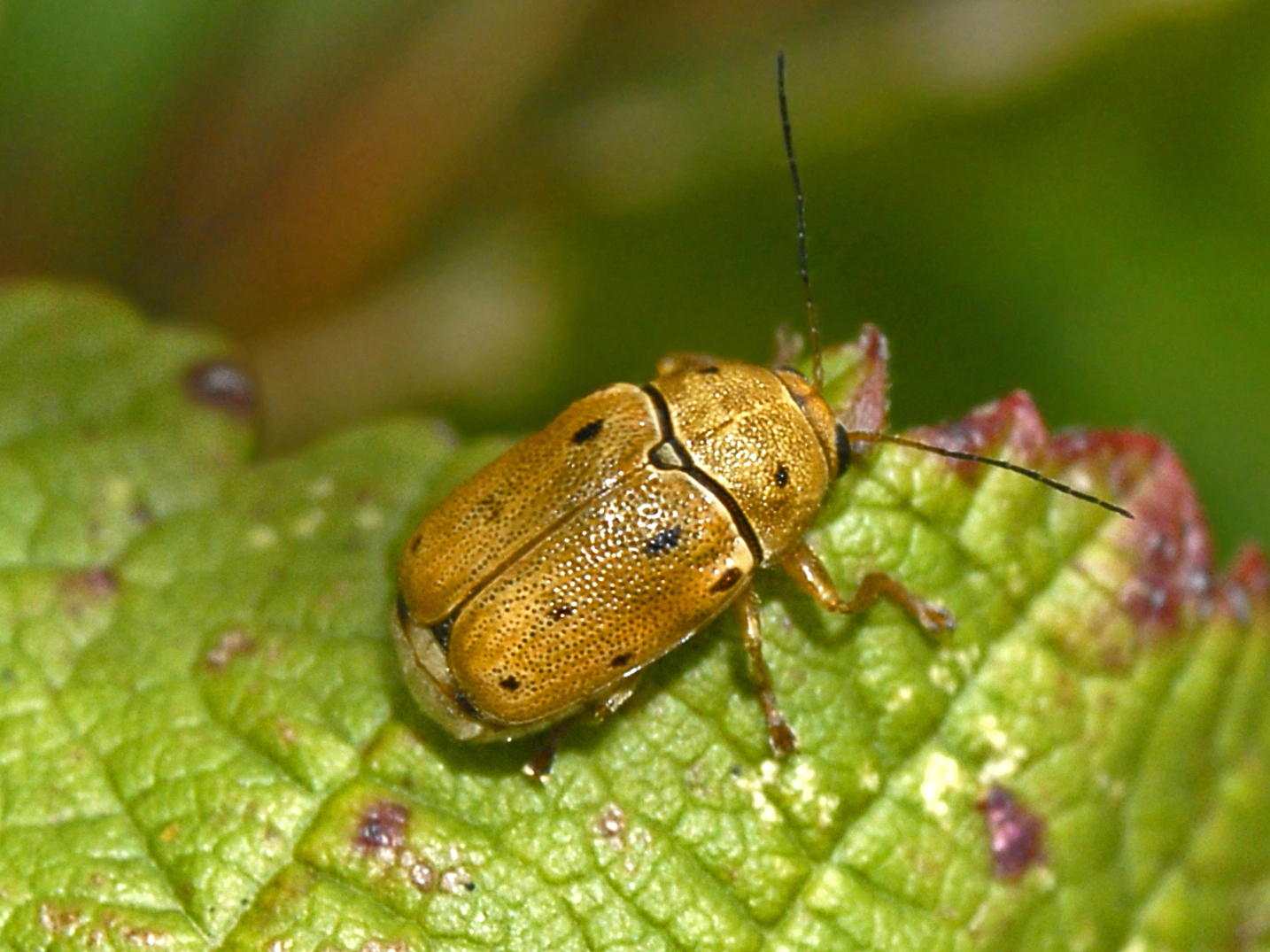
Cryptocephalus octomaculatus

Questi insetti, chiamati anticamenti "griburi", erano stati classificati da Linneo nel genere Chrysomela; sono stati ricollocati nel genere attuale da Étienne Louis Geoffroy. Il nome Cryptocephalus deriva dai vocaboli greci κρυπτος (kryptos, "nascosto") e κεφαλη (kephale, "testa"), per via del capo ritirato nel protorace.

## Descrizione
Sono insetti di piccole dimensioni, dall'aspetto tondeggiante per via del pronoto inclinato, che copre parzialmente il capo. Le specie hanno colorazione variabile ma, almeno in Europa, quella più diffusa è un verde metallizzato uniforme. Sono piuttosto simili agli insetti del genere Clytra e Chlamisus, da cui si distinguono per via delle antenne lunghe e composte da elementi cilindrici.

### Biologia
La larva vive a livello del terreno, sviluppandosi all'interno di un guscio di feci e nutrendosi di frammenti vegetali in decomposizione; l'adulto si posa frequentemente sui fiori, da cui si lascia cadere alla minima vibrazione.

## Diffusione
Le specie diffuse in Europa sono oltre ottanta. 

## Tassonomia

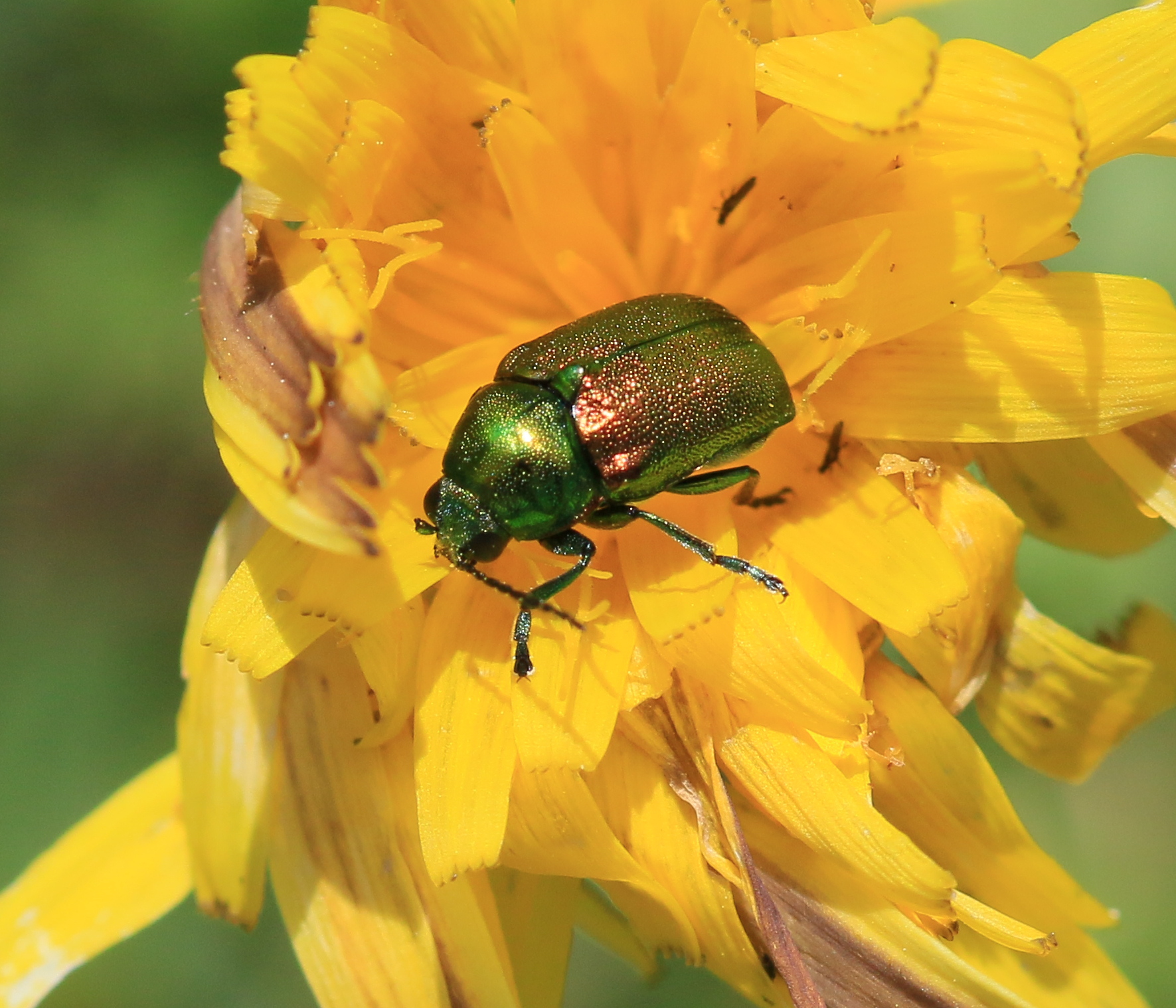
Cryptocephalus aureolus

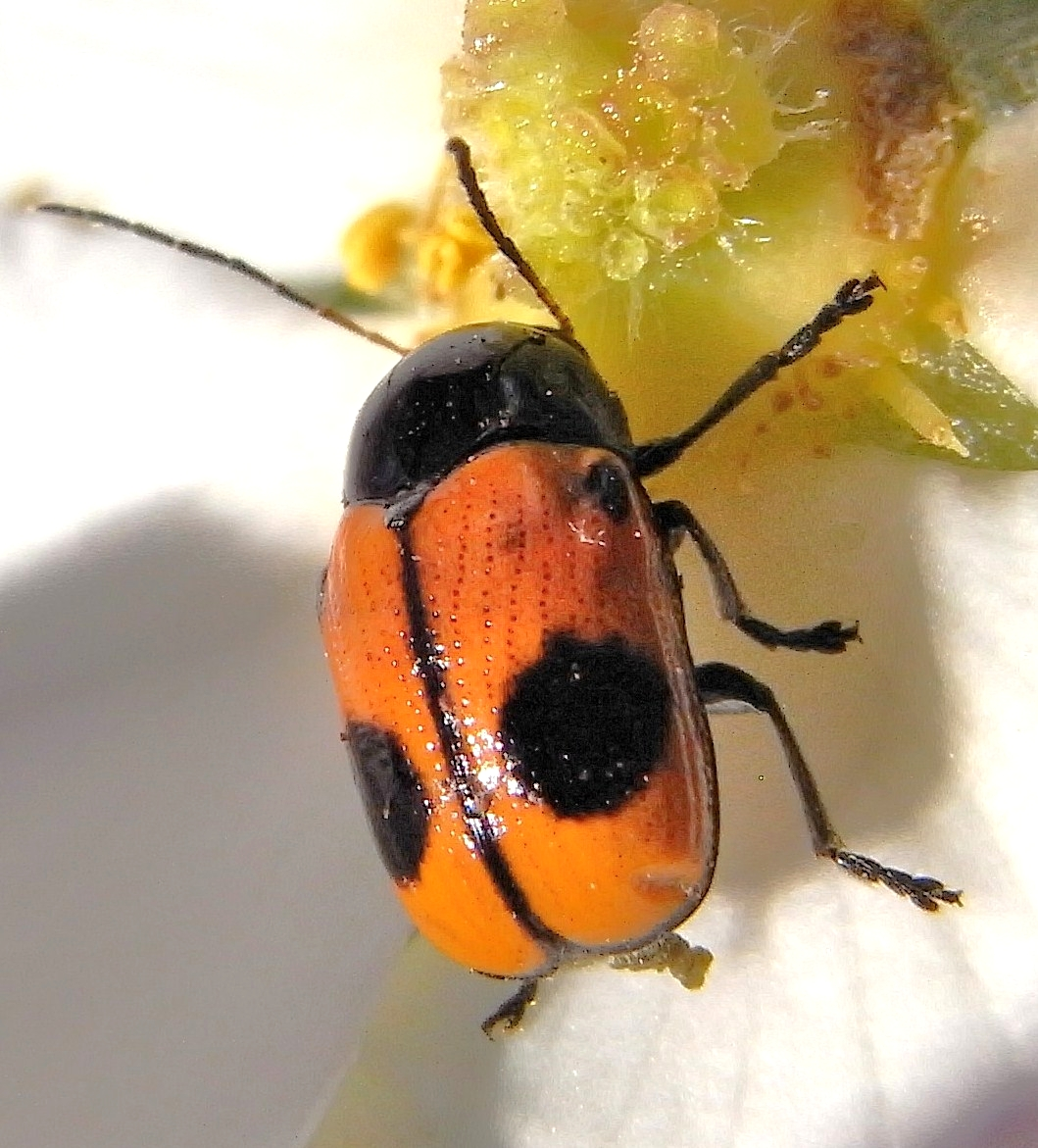
Cryptocephalus bipunctatus

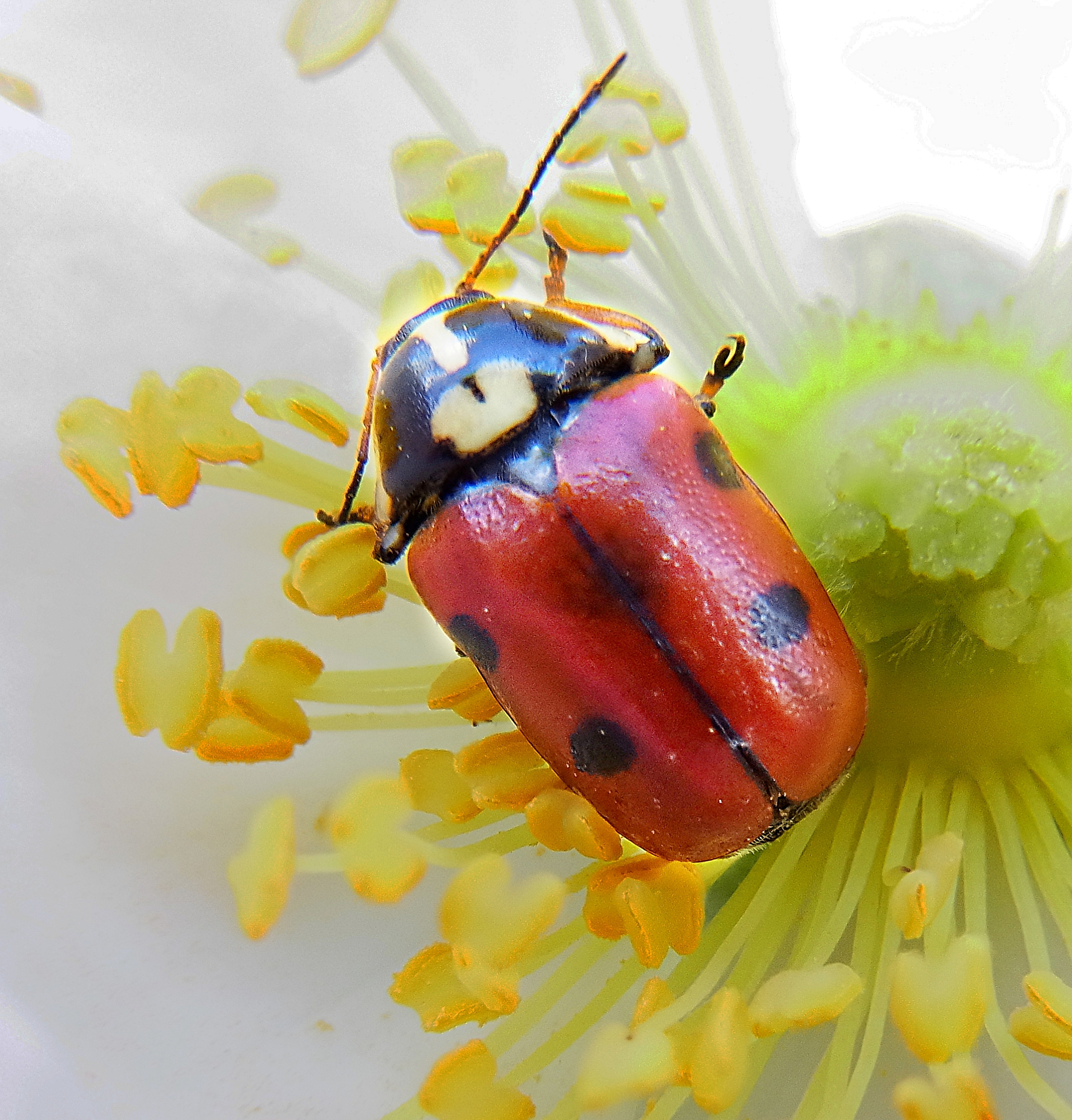
Cryptocephalus cordiger

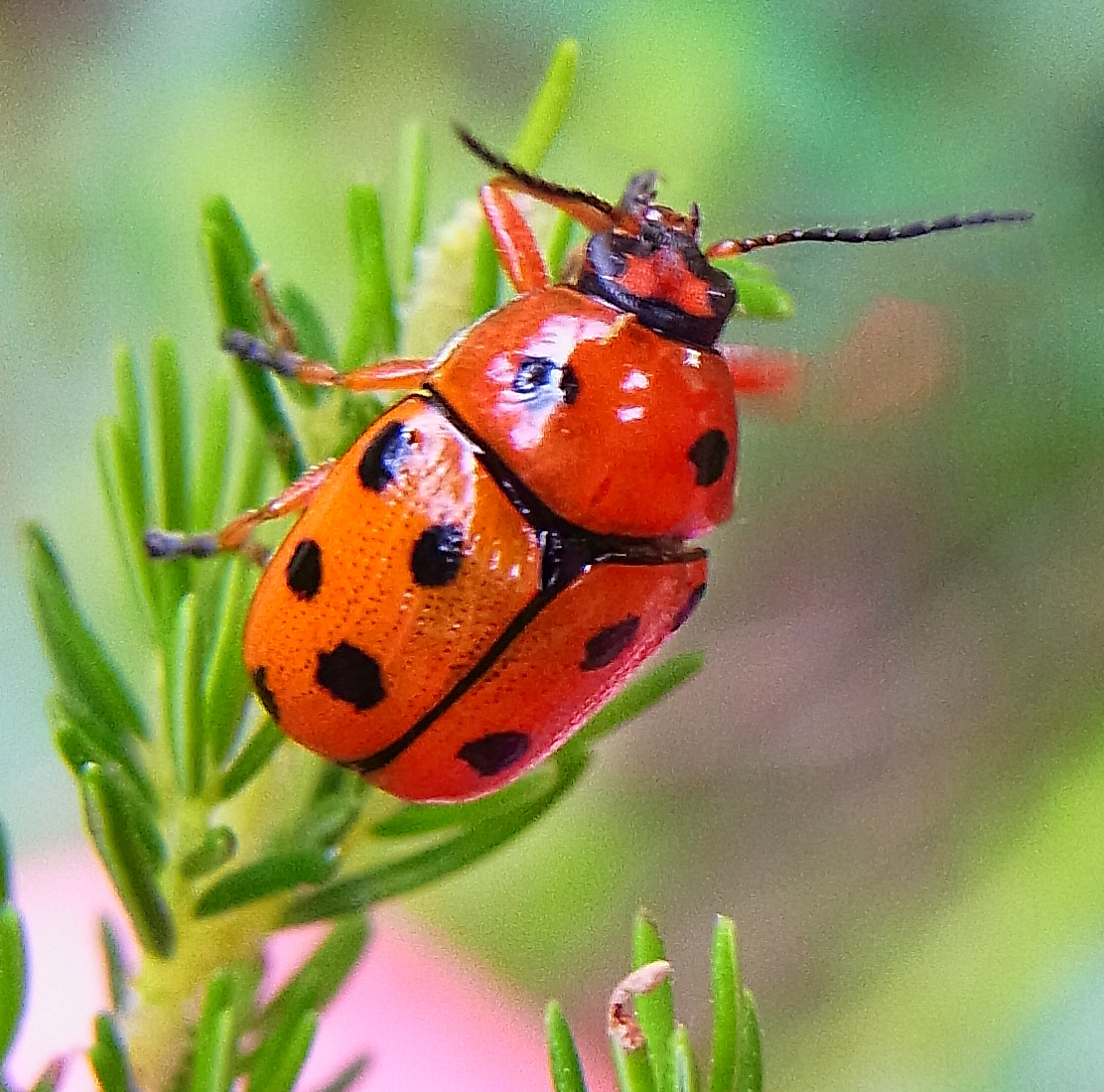
Cryptocephalus cynarae

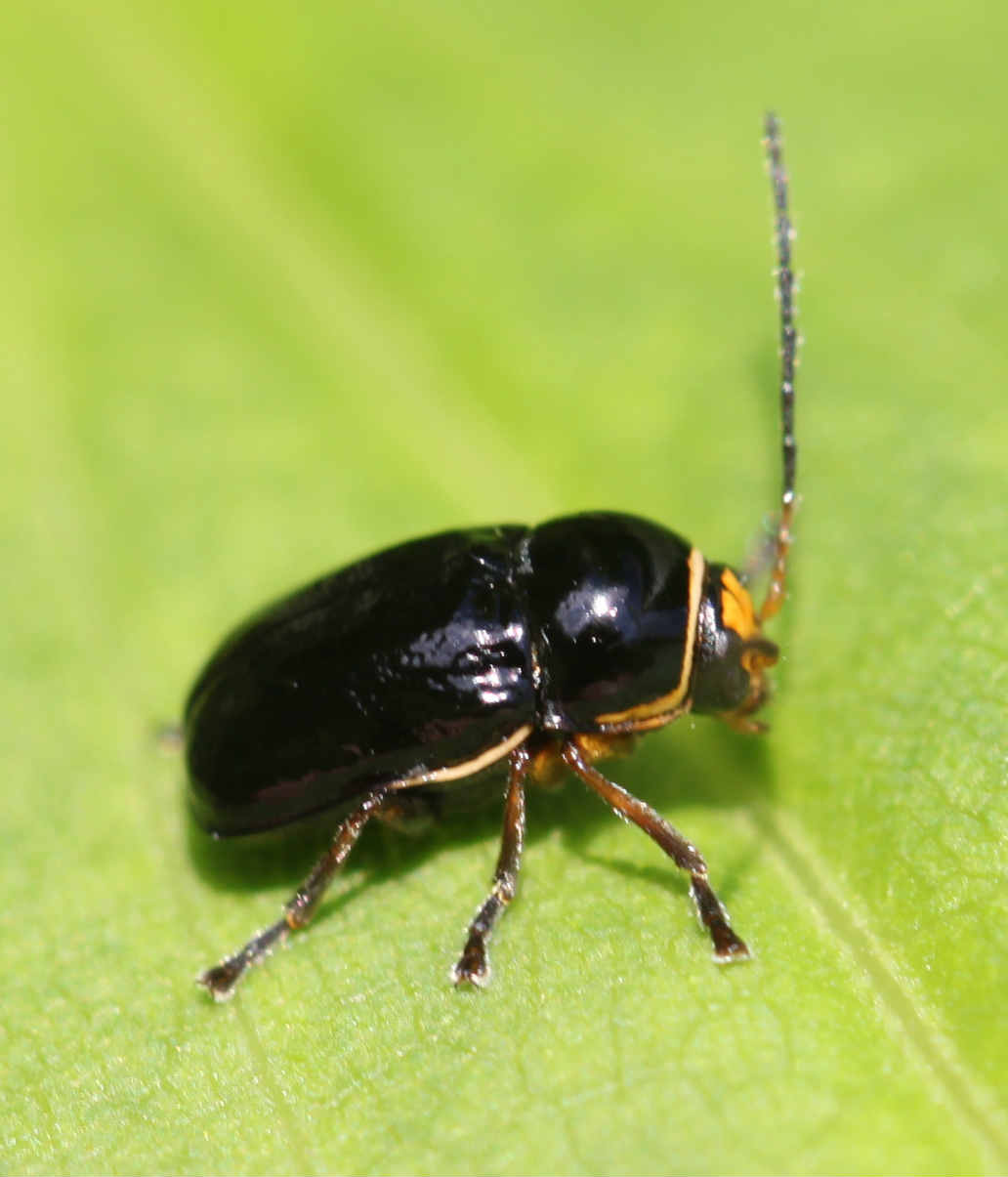
Cryptocephalus flavipes

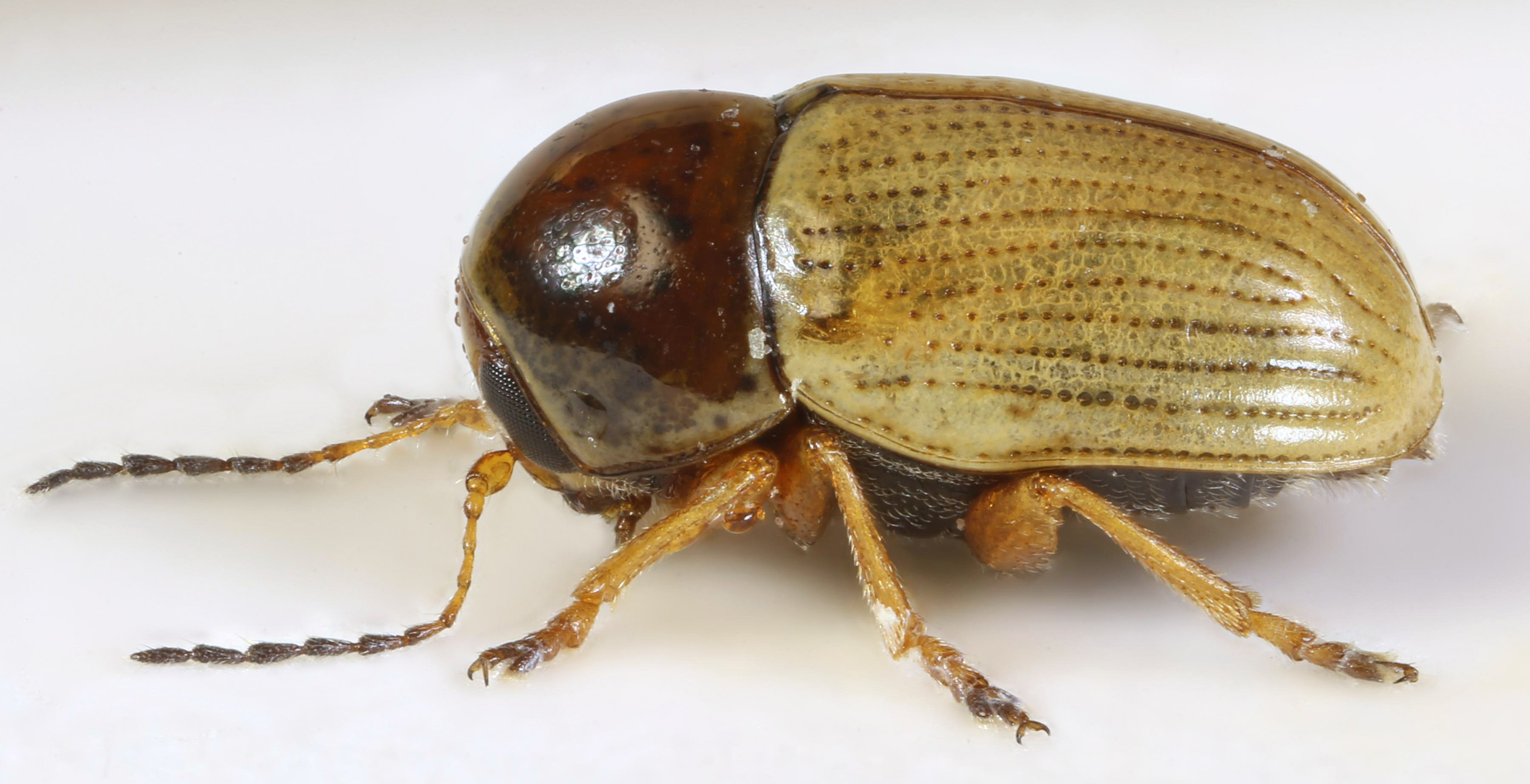
Cryptocephalus fulvus

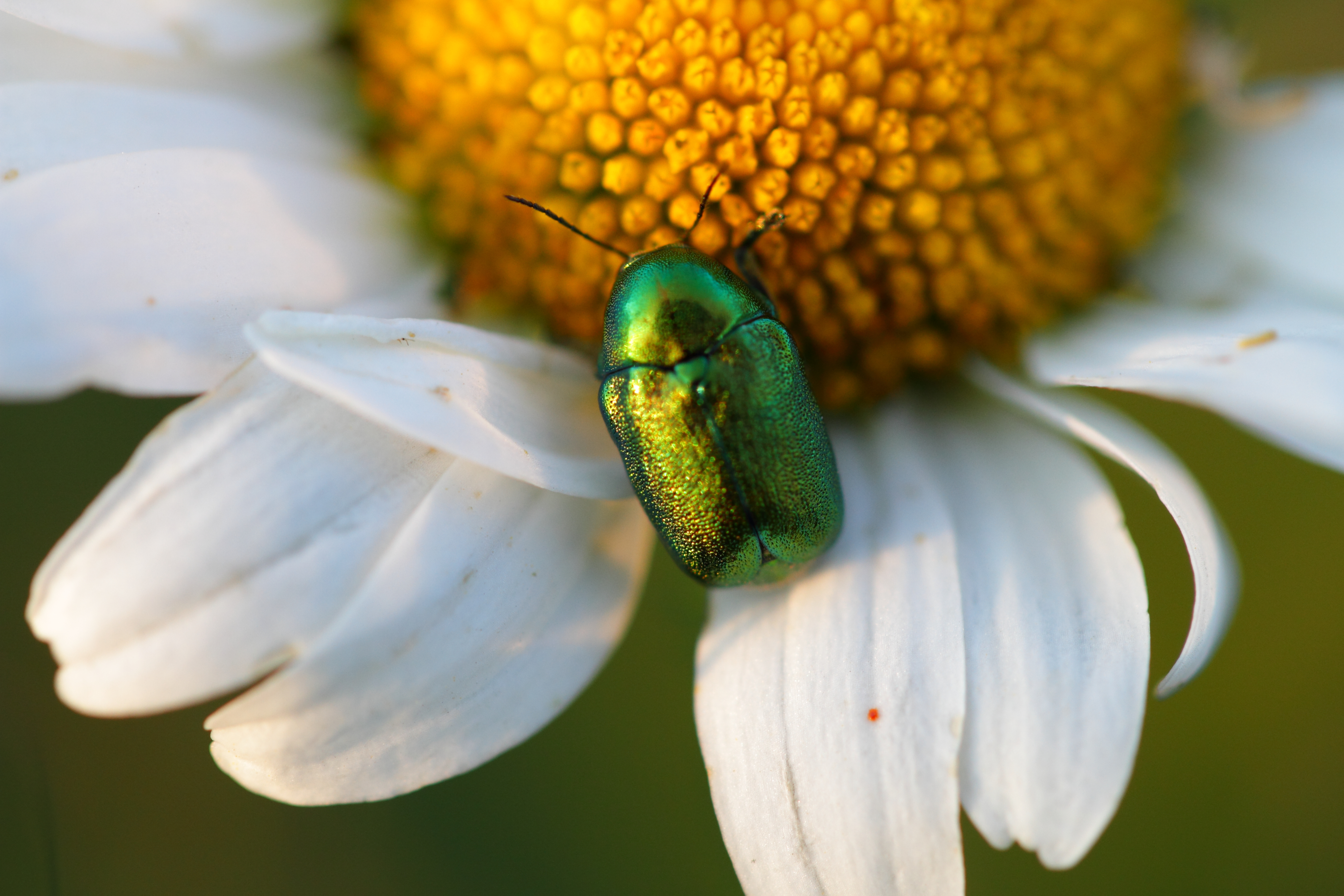
Cryptocephalus hypochaeridis

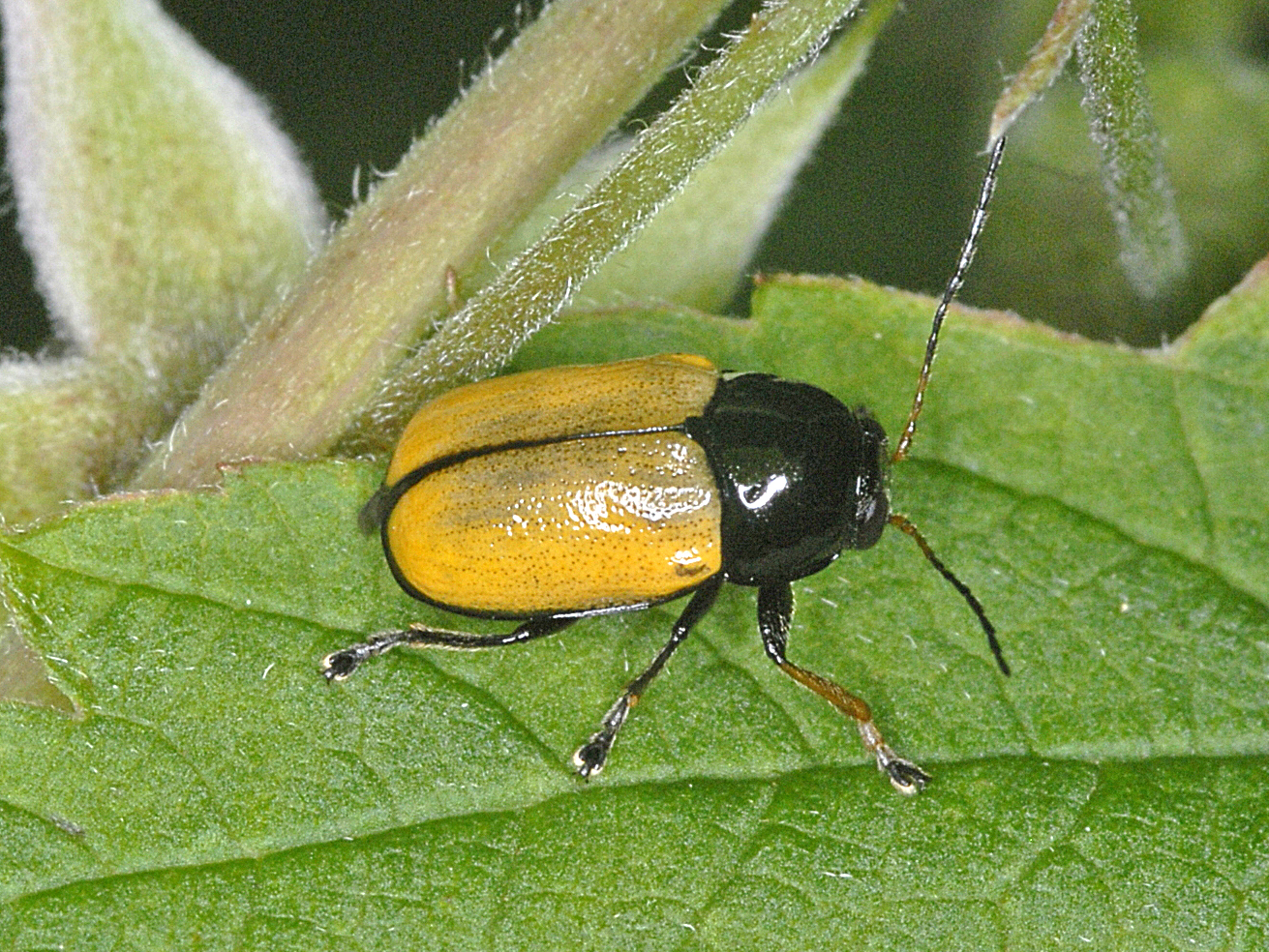
Cryptocephalus marginatus

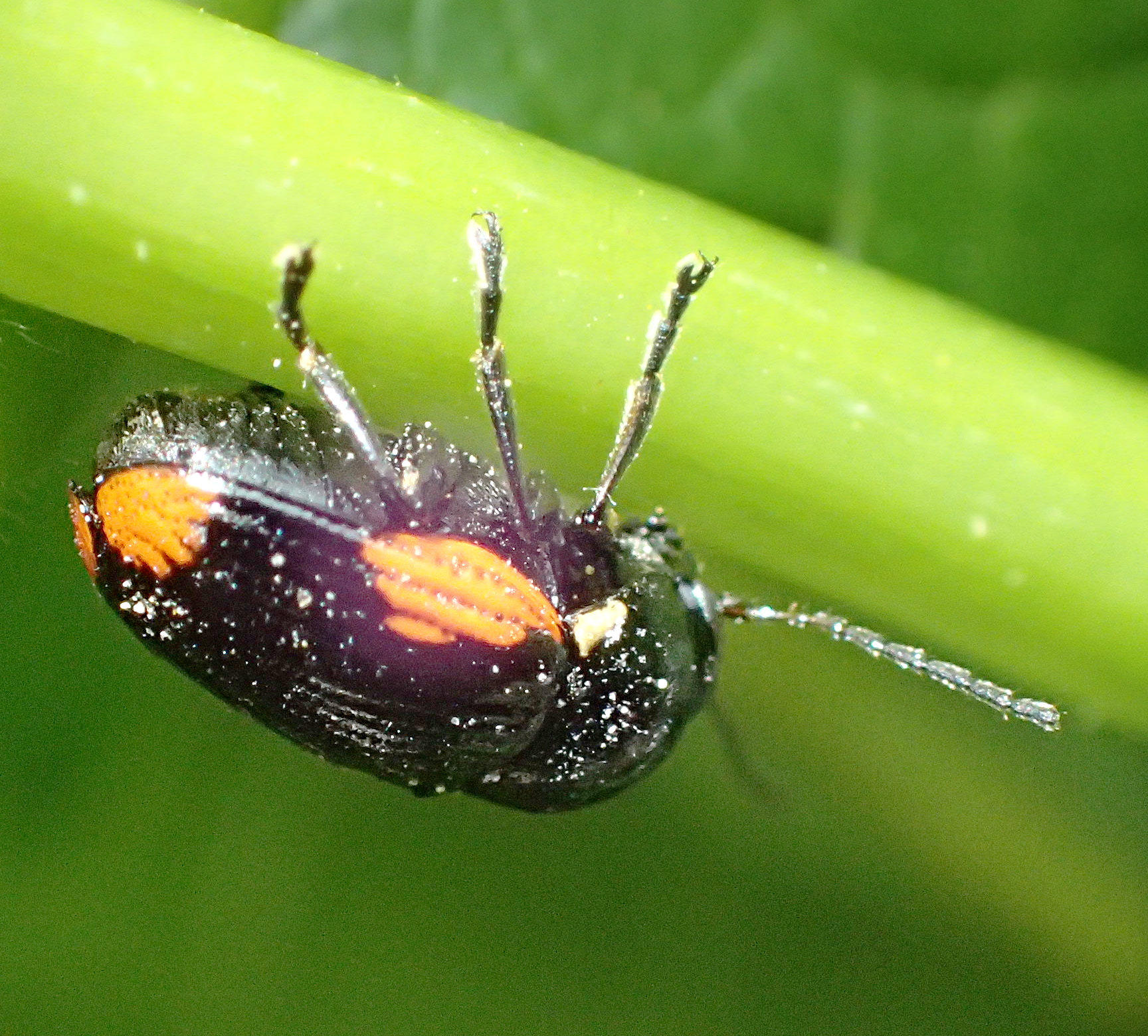
Cryptocephalus moraei

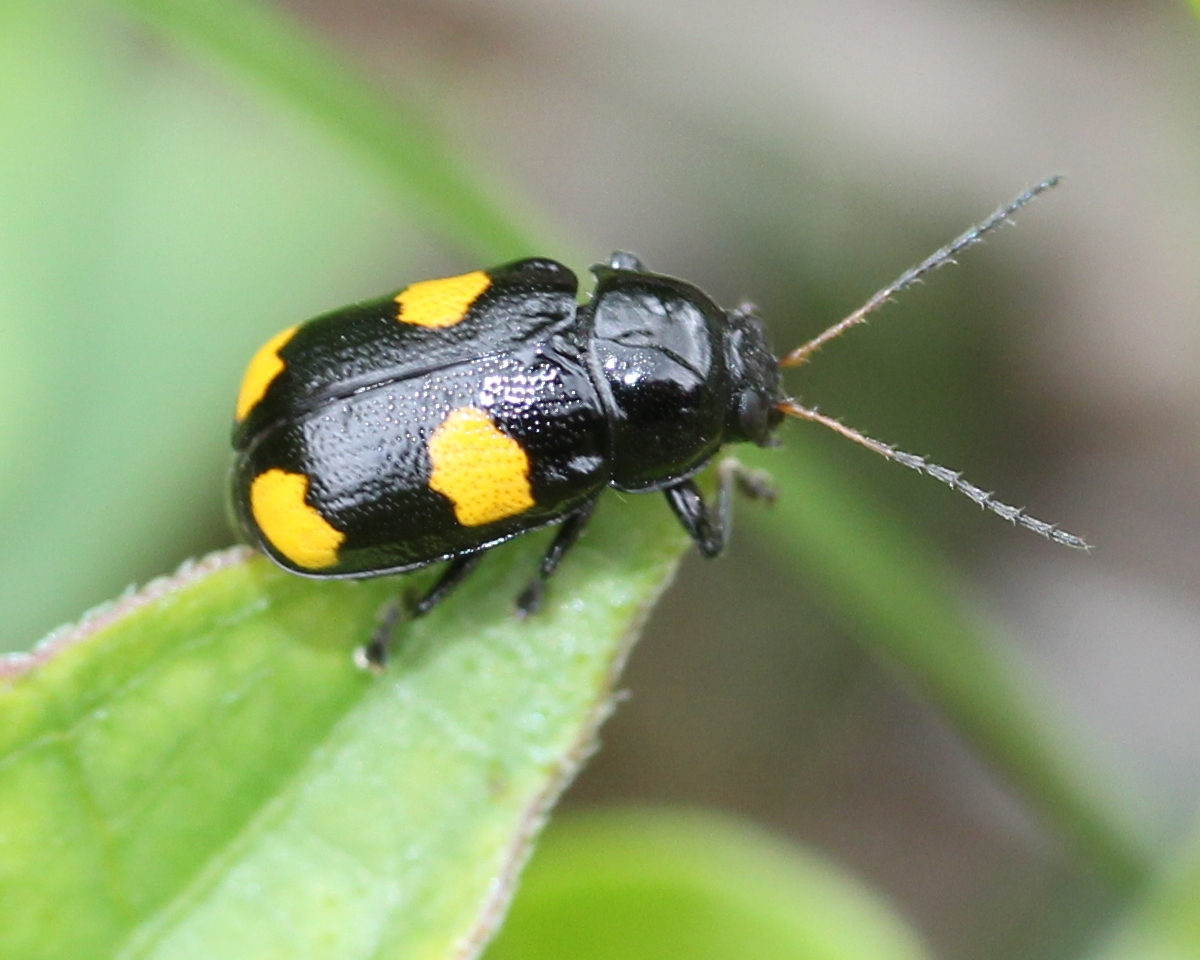
Cryptocephalus nobilis

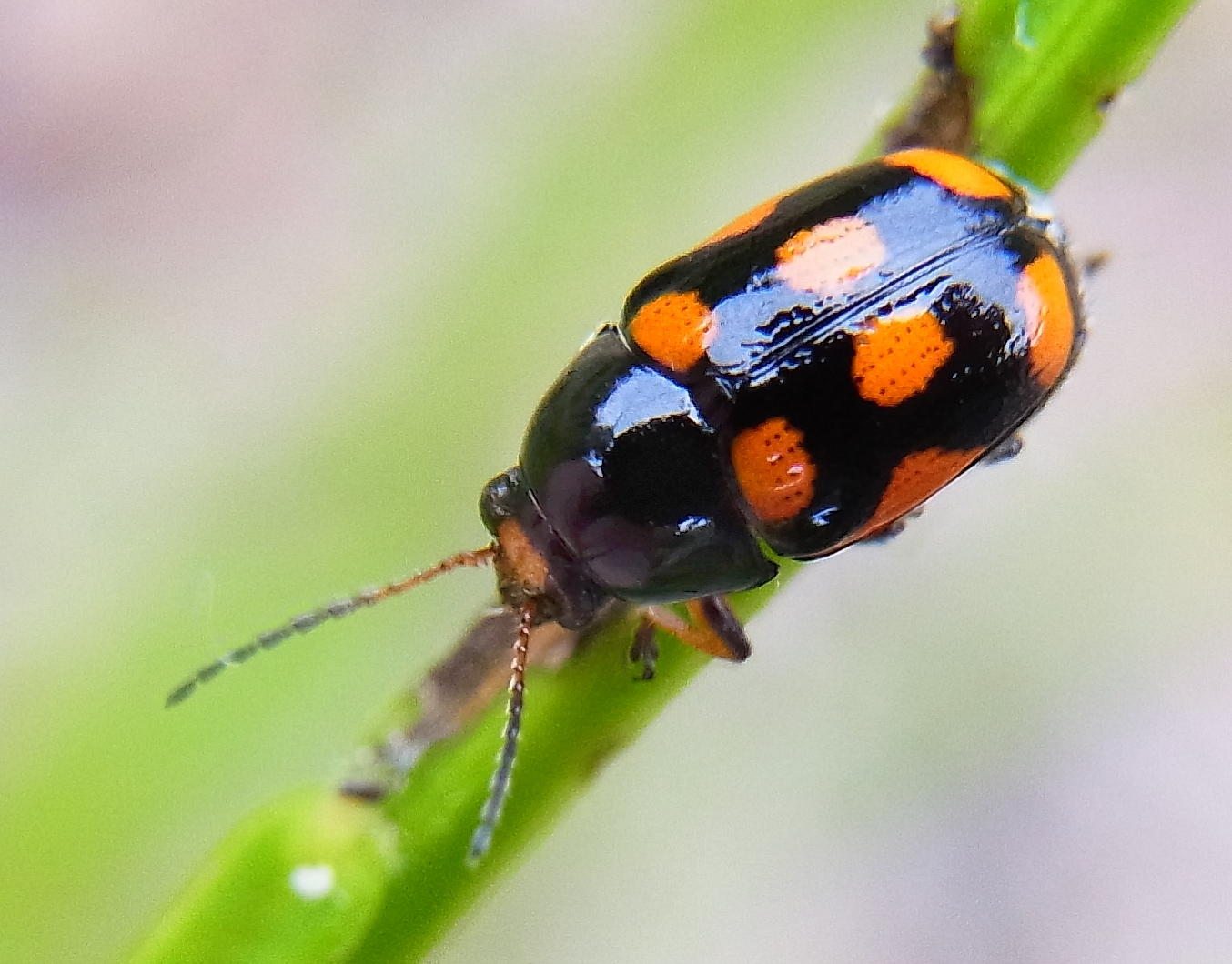
Cryptocephalus octoguttatus

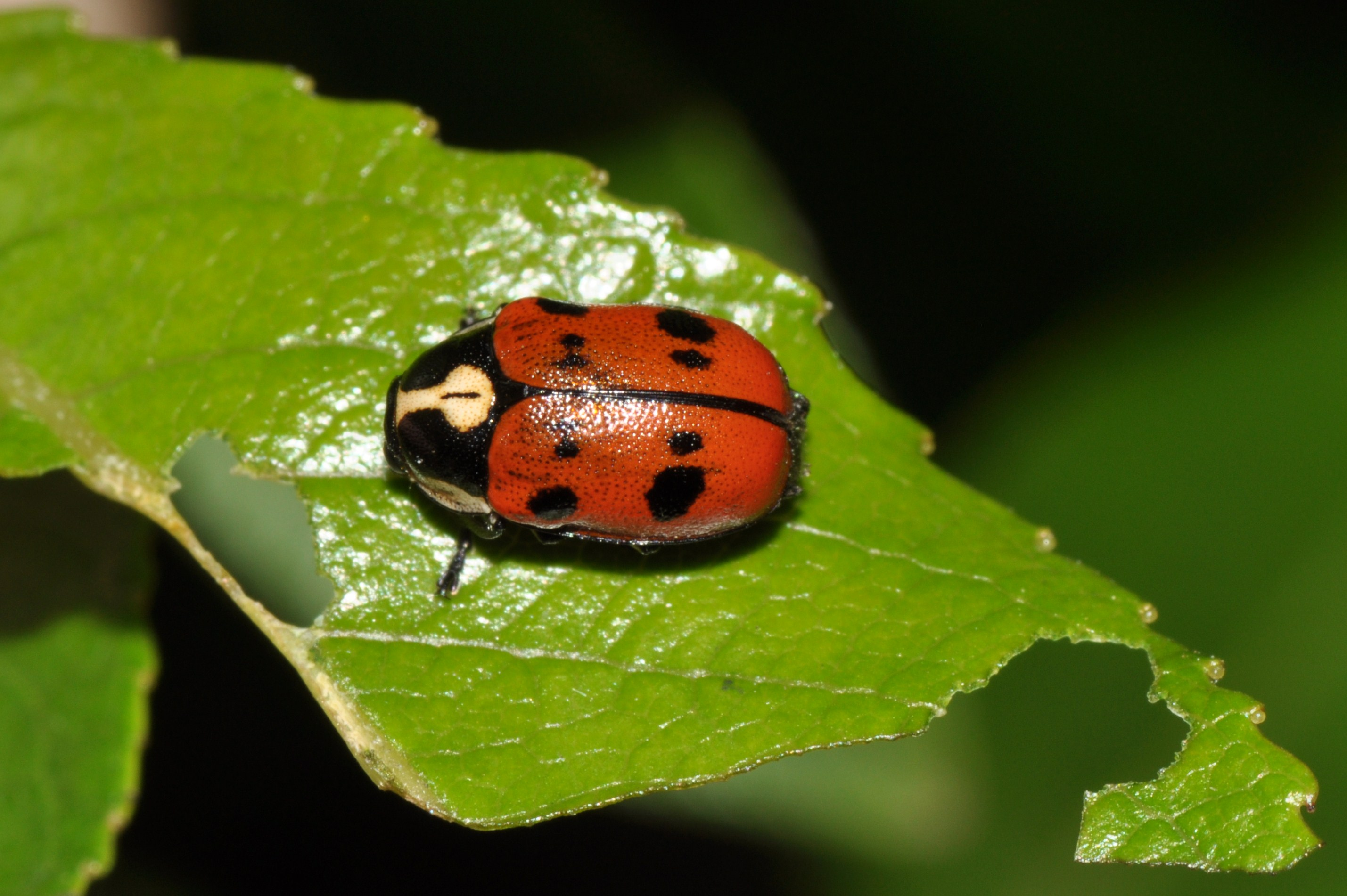
Cryptocephalus octopunctatus

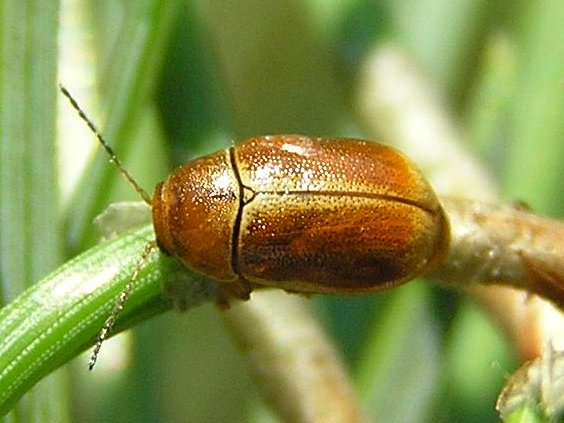
Cryptocephalus pini

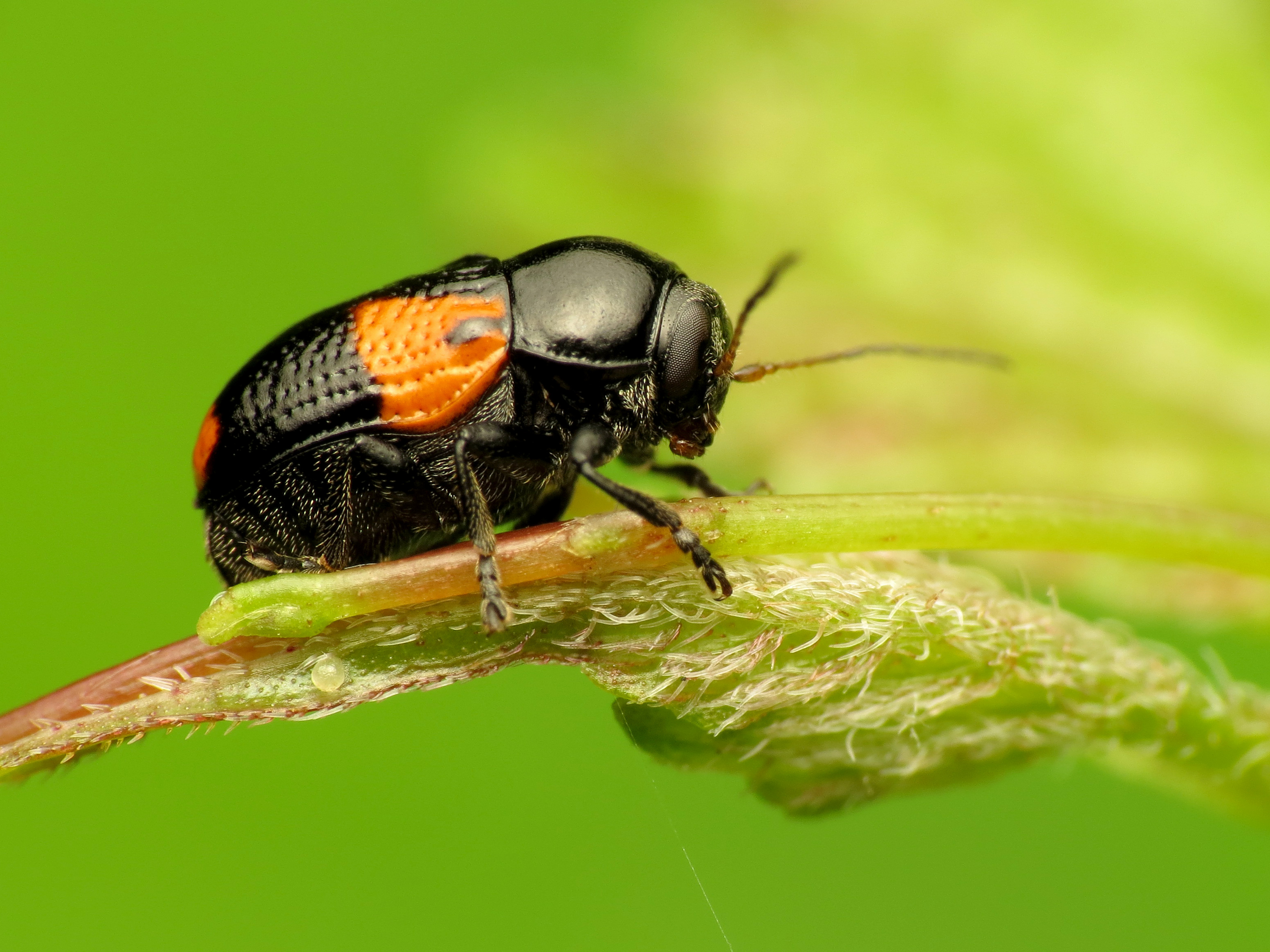
Cryptocephalus quadruplex

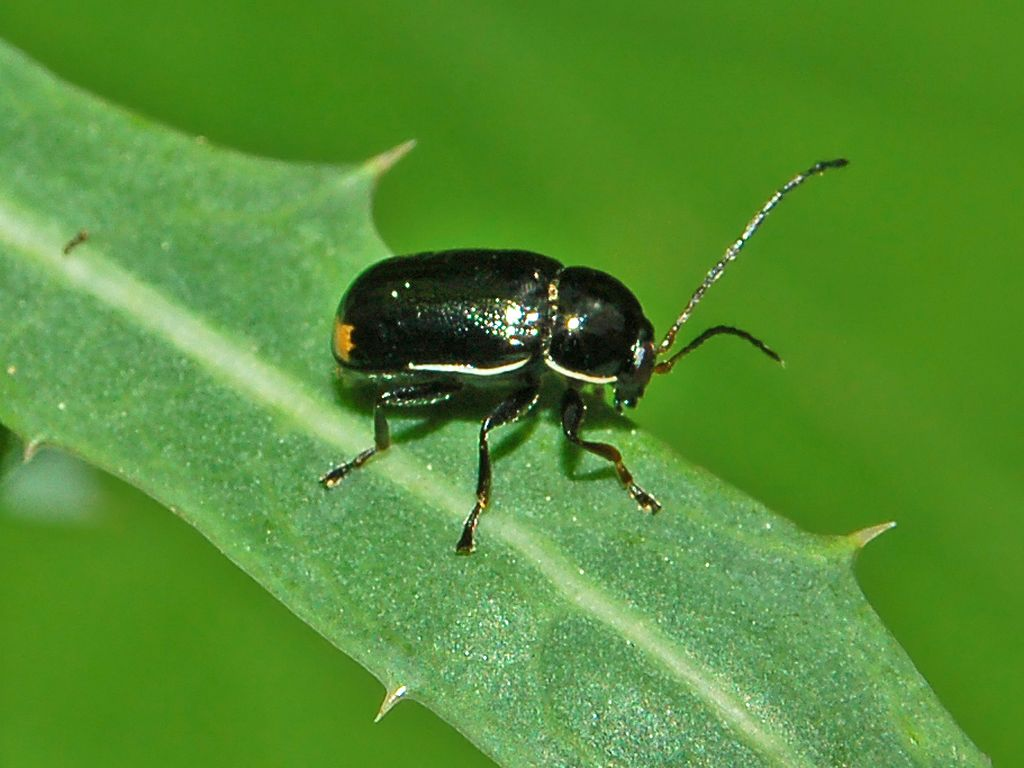
Cryptocephalus renatae

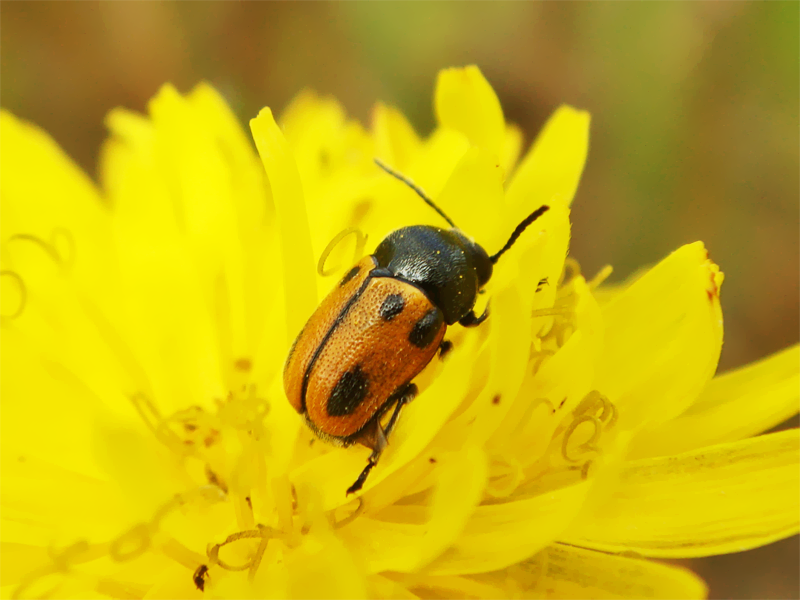
Cryptocephalus rugicollis

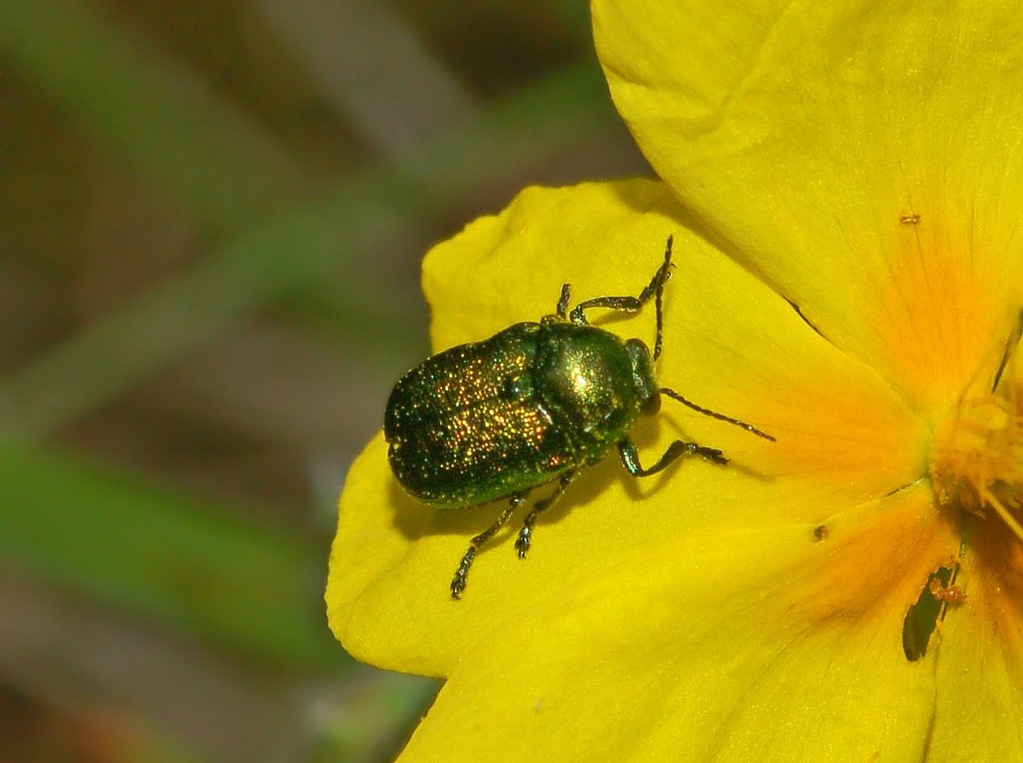
Cryptocephalus samniticus

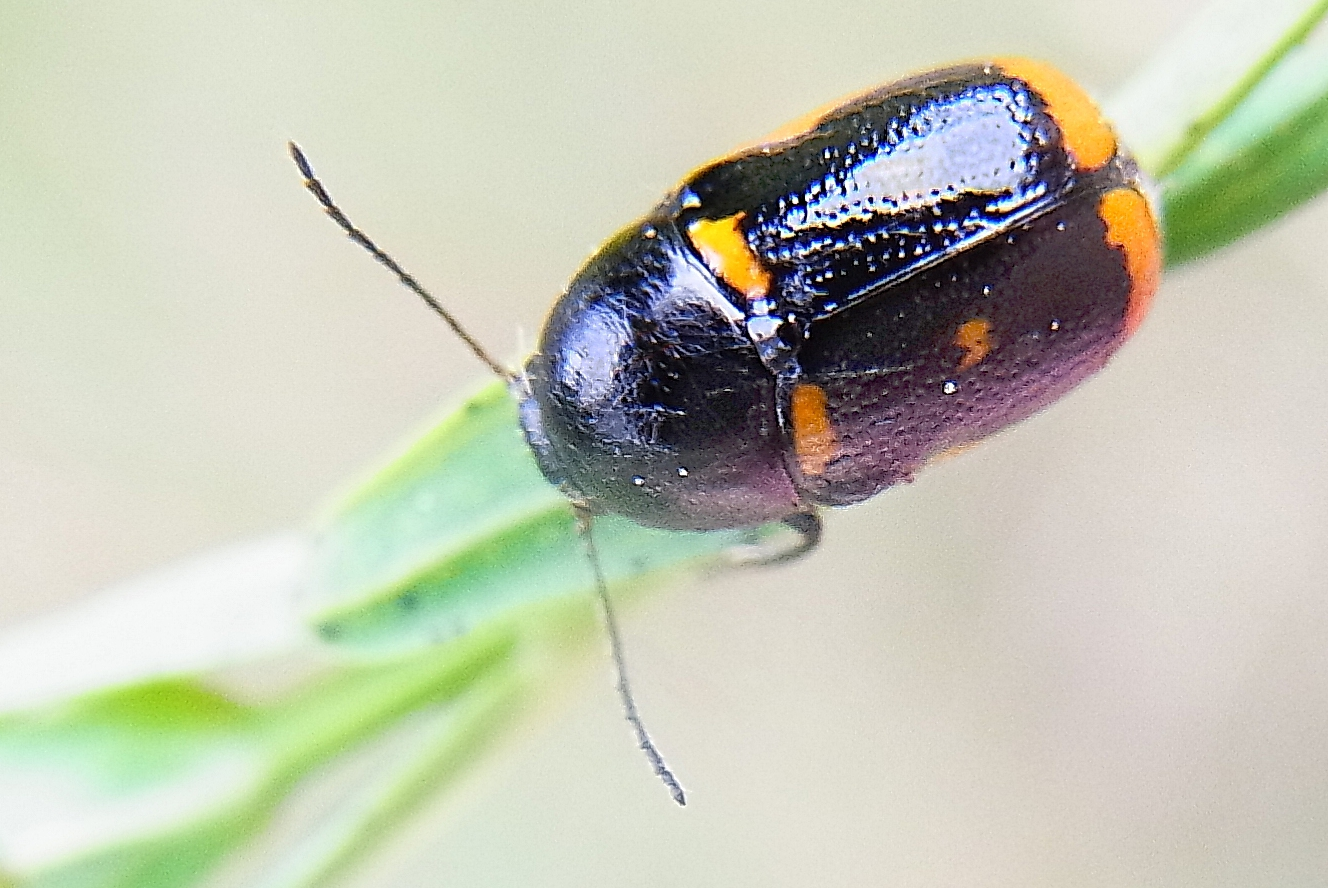
Cryptocephalus sexpustulatus

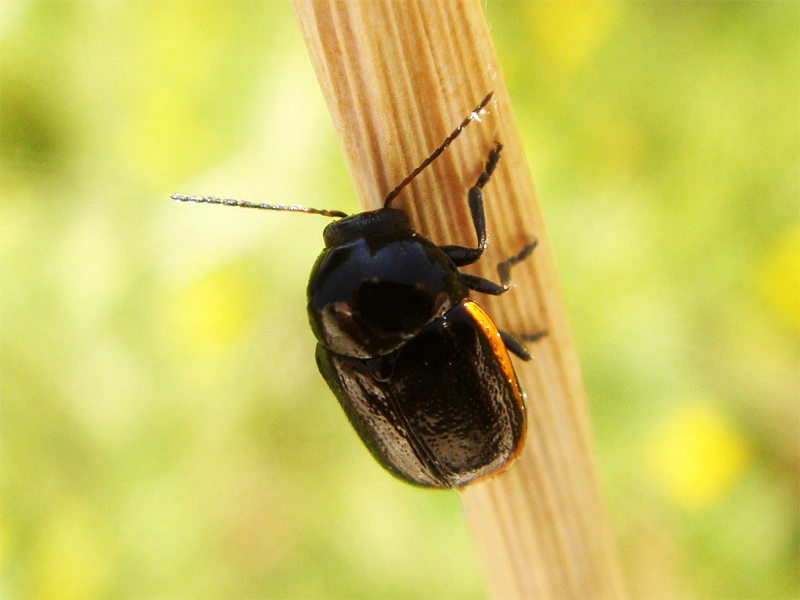
Cryptocephalus tetraspilus

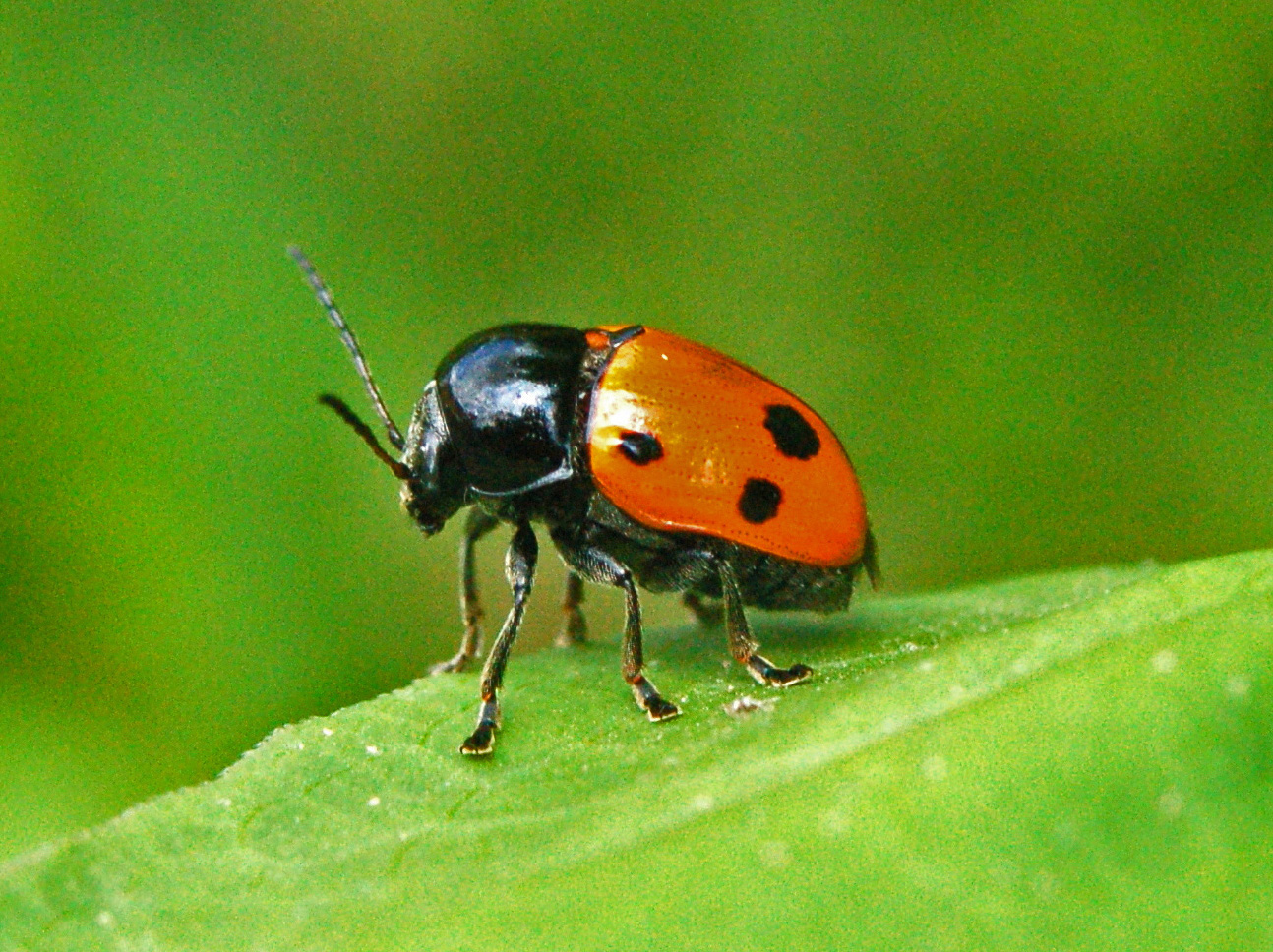
Cryptocephalus trimaculatus

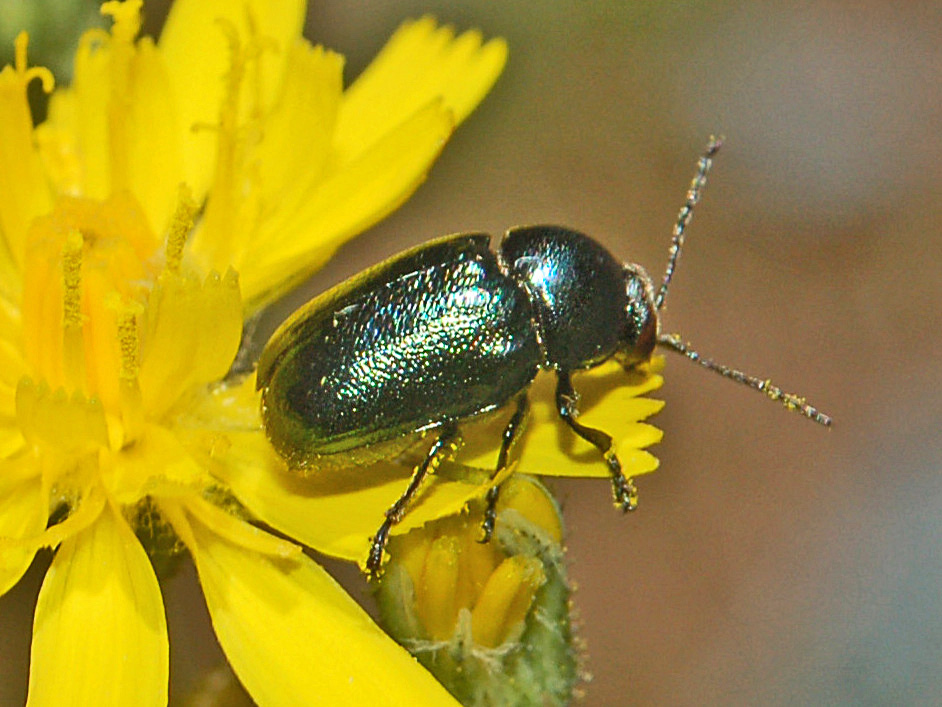
Cryptocephalus virens

Il genere comprende le seguenti specie:

sottogenere Asionus Lopatin, 1988
- Cryptocephalus apicalis Gebler, 1830
- Cryptocephalus atriplicis Lopatin, 1967
- Cryptocephalus beckeri F. Morawitz, 1860
- Cryptocephalus bohemius Drapiez, 1819
- Cryptocephalus coronatus Suffrian, 1847
- Cryptocephalus ergenensis F. Morawitz, 1863
- Cryptocephalus flavicollis Fabricius, 1781
- Cryptocephalus flexuosus Krynicki, 1834
- Cryptocephalus floralis Krynicki, 1834
- Cryptocephalus gamma Herrich-Schäffer, 1829
- Cryptocephalus impressipygus Ogloblin, 1956
- Cryptocephalus ingamma Pic, 1908
- Cryptocephalus koltzei Weise, 1887
- Cryptocephalus lateralis Suffrian, 1863
- Cryptocephalus limbellus Suffrian, 1847
- Cryptocephalus quatuordecimmaculatus Schneider, 1792
- Cryptocephalus reitteri Weise, 1882
- Cryptocephalus sareptanus F. Morawitz, 1863
- Cryptocephalus tamaricis Solsky, 1867
- Cryptocephalus tappesi Marseul, 1868
- Cryptocephalus undulatus Suffrian, 1854

sottogenere Burlinius Lopatin, 1965
- Cryptocephalus abdominalis Weise, 1886
- Cryptocephalus alnicola Costa, 1885
- Cryptocephalus appositus Lopatin, 1958
- Cryptocephalus bidorsalis Marseul, 1875
- Cryptocephalus bilineatus (Linnaeus, 1767)
- Cryptocephalus biondii Sassi & Regalin, 1998
- Cryptocephalus blanduloides Normand, 1947
- Cryptocephalus brevisignaticollis Pic, 1914
- Cryptocephalus carpathicus Frivaldszky, 1883
- Cryptocephalus chafarinensis Petitpierre, 2007
- Cryptocephalus chrysopus Gmelin, 1788
- Cryptocephalus cognatus Costa, 1888
- Cryptocephalus connexus Olivier, 1807
- Cryptocephalus crenatus Wollaston, 1854
- Cryptocephalus czwalinae Weise, 1882
- Cryptocephalus daccordii Biondi, 1995
- Cryptocephalus dahdah Marseul, 1869
- Cryptocephalus dilutellus Jacobson, 1901
- Cryptocephalus discicollis Fairmaire, 1867
- Cryptocephalus elegantulus Gravenhorst, 1807
- Cryptocephalus equiseti Costa, 1888
- Cryptocephalus exiguus Schneider, 1792
- Cryptocephalus fausti Weise, 1882
- Cryptocephalus frontalis Marsham, 1802
- Cryptocephalus fulvus (Goeze, 1777)
- Cryptocephalus invisus Lopatin, 1963
- Cryptocephalus jocularius Normand, 1947
- Cryptocephalus karsantianus Pic, 1914
- Cryptocephalus katranus Lopatin, 1997
- Cryptocephalus labiatus (Linnaeus, 1761)
- Cryptocephalus lederi Weise, 1889
- Cryptocephalus limbifer Seidlitz, 1867
- Cryptocephalus lostiai Burlini, 1951
- Cryptocephalus luridicollis Suffrian, 1868
- Cryptocephalus macellus Suffrian, 1860
- Cryptocephalus majoricensis de Fuente, 1918
- Cryptocephalus moroderi Pic, 1914
- Cryptocephalus mystacatus Suffrian, 1848
- Cryptocephalus nitidicollis Wollaston, 1864
- Cryptocephalus ocellatus Drapiez, 1819
- Cryptocephalus ochroleucus Stephens, 1834
- Cryptocephalus piceoverticalis Pic, 1939
- Cryptocephalus planifrons Weise, 1832
- Cryptocephalus politus Suffrian, 1853
- Cryptocephalus polymorphus Solsky, 1881
- Cryptocephalus populi Suffrian, 1848
- Cryptocephalus pseudosindonicus Burlini, 1960
- Cryptocephalus pulchellus Suffrian, 1848
- Cryptocephalus pullus Marseul, 1869
- Cryptocephalus puncticollis Wollaston, 1864
- Cryptocephalus punctiger Paykull, 1799
- Cryptocephalus pusillus Fabricius, 1777
- Cryptocephalus pygmaeus Fabricius, 1792
- Cryptocephalus querceti Suffrian, 1848
- Cryptocephalus rabatensis Pic, 1953
- Cryptocephalus ragusanus Roubal, 1912
- Cryptocephalus reichei Marseul, 1875
- Cryptocephalus rufipes Goeze, 1777
- Cryptocephalus saintpierrei Tappes, 1869
- Cryptocephalus saliceti Zebe, 1855
- Cryptocephalus saucius Truqui, 1852
- Cryptocephalus scapularis Suffrian, 1848
- Cryptocephalus sindonicus Marseul, 1875
- Cryptocephalus strigosus Germar, 1823
- Cryptocephalus sultani Pic, 1920
- Cryptocephalus tramuntanae Petitpierre, 1993
- Cryptocephalus trapezicollis Lindberg, 1953
- Cryptocephalus tschimganensis Weise, 1894
- Cryptocephalus validicornis Lindberg, 1953
- Cryptocephalus variceps Weise, 1884

sottogenere Cryptocephalus Geoffroy, 1762
- Cryptocephalus albolineatus Suffrian, 1847
- Cryptocephalus androgyne Marseul, 1875
- Cryptocephalus anticus Suffrian, 1848
- Cryptocephalus aquitanus Sassi, 2001
- Cryptocephalus asturiensis Heyden, 1870
- Cryptocephalus atrifrons Abeille, 1901
- Cryptocephalus aureolus Suffrian, 1847
- Cryptocephalus baeticus Suffrian, 1847
- Cryptocephalus bameuli Duhadelborde, 1999
- Cryptocephalus barii Burlini, 1948
- Cryptocephalus bicolor Eschscholtz, 1818
- Cryptocephalus biguttatus (Scopoli, 1763)
- Cryptocephalus biguttulus Suffrian, 1848
- Cryptocephalus biledjekensis Pic, 1909
- Cryptocephalus bimaculatus Fabricius, 1781
- Cryptocephalus bipunctatus (Linnaeus, 1758)
- Cryptocephalus cantabricus Franz, 1958
- Cryptocephalus castilianus Weise, 1894
- Cryptocephalus celtibericus Suffrian, 1848
- Cryptocephalus chikatunovi Lopatin, 2008
- Cryptocephalus cicatricosus Lucas, 1845
- Cryptocephalus convergens Sassi, 2001
- Cryptocephalus cordiger (Linnaeus, 1758)
- Cryptocephalus corynthius Pic, 1914
- Cryptocephalus crassus G. A. Olivier, 1791
- Cryptocephalus creticus Suffrian, 1847
- Cryptocephalus cribratus Suffrian, 1847
- Cryptocephalus cristula Dufour, 1843
- Cryptocephalus cruciger Hellen, 1922
- Cryptocephalus curvilinea G. A. Olivier, 1808
- Cryptocephalus cynarae Suffrian, 1847
- Cryptocephalus decemmaculatus (Linnaeus, 1758)
- Cryptocephalus distinguendus Schneider, 1792
- Cryptocephalus duplicatus Suffrian, 1845
- Cryptocephalus elongatus Germar, 1824
- Cryptocephalus eridani Sassi, 2001
- Cryptocephalus espanoli Burlini, 1965
- Cryptocephalus etruscus Sassi, 1995
- Cryptocephalus falzonii Burlini, 1956
- Cryptocephalus flavipes Fabricius, 1781
- Cryptocephalus frenatus Laicharting, 1781
- Cryptocephalus globicollis Suffrian, 1847
- Cryptocephalus gridellii Burlini, 1950
- Cryptocephalus grohmanni Suffrian, 1848
- Cryptocephalus hirticollis Suffrian, 1847
- Cryptocephalus hypochaeridis (Linnaeus, 1758)
- Cryptocephalus ilicis G. A. Olivier, 1808
- Cryptocephalus imperialis Laicharting, 1781
- Cryptocephalus infirmior Kraatz, 1876
- Cryptocephalus janthinus Germar, 1824
- Cryptocephalus krutovskyi Jacobson, 1900
- Cryptocephalus laetus Fabricius, 1792
- Cryptocephalus leonhardi Breit, 1918
- Cryptocephalus lineellus Suffrian, 1849
- Cryptocephalus marginatus Fabricius, 1781
- Cryptocephalus marginellus Olivier, 1791
- Cryptocephalus mariae Rey, 1851
- Cryptocephalus mayeti Marseul, 1878
- Cryptocephalus modestus Suffrian, 1848
- Cryptocephalus moraei (Linnaeus, 1758)
- Cryptocephalus muellerianus Burlini, 1955
- Cryptocephalus nitidulus Fabricius, 1787
- Cryptocephalus nitidus (Linnaeus, 1758)
- Cryptocephalus obliteratifer Pic, 1900
- Cryptocephalus octacosmus Bedel, 1891
- Cryptocephalus octoguttatus (Linnaeus, 1767)
- Cryptocephalus octomaculatus Rossi, 1790
- Cryptocephalus octopunctatus Scopoli, 1763
- Cryptocephalus orotschena Jacobson, 1926
- Cryptocephalus paganensis Pic, 1914
- Cryptocephalus pallifrons Gyllenhal, 1813
- Cryptocephalus parvulus O. F. Müller, 1776
- Cryptocephalus pexicollis Suffrian, 1847
- Cryptocephalus pominorum Burlini, 1956
- Cryptocephalus praticola Weise, 1889
- Cryptocephalus primarius Harold, 1872
- Cryptocephalus quadriguttatus Richter, 1820
- Cryptocephalus quadripustulatus Gyllenhal, 1813
- Cryptocephalus quinquepunctatus Scopoli, 1763
- Cryptocephalus ramburii Suffrian, 1847
- Cryptocephalus regalis Gebler, 1830
- Cryptocephalus renatae Sassi, 2001
- Cryptocephalus rufofasciatus Solsky, 1882
- Cryptocephalus rugicollis G. A. Olivier, 1791
- Cryptocephalus rugulipennis Suffrian, 1853
- Cryptocephalus samniticus Leonardi & Sassi, 2001
- Cryptocephalus sericeus (Linnaeus, 1758)
- Cryptocephalus sexpunctatus (Linnaeus, 1758)
- Cryptocephalus sexpustulatus (Villers, 1789)
- Cryptocephalus signatifrons Suffrian, 1847
- Cryptocephalus solivagus Leonardi & Sassi, 2001
- Cryptocephalus sulphureus G. A. Olivier, 1808
- Cryptocephalus terolensis Pic, 1908
- Cryptocephalus tetraspilus Suffrian, 1851
- Cryptocephalus therondi Franz, 1949
- Cryptocephalus tibialis Brisout, 1866
- Cryptocephalus transcaucasicus Jacobson, 1898
- Cryptocephalus transiens Franz, 1949
- Cryptocephalus trimaculatus Rossi, 1790
- Cryptocephalus tristigma Charpentier, 1825
- Cryptocephalus turcicus Suffrian, 1847
- Cryptocephalus variegatus Fabricius, 1781
- Cryptocephalus violaceus Laicharting, 1781
- Cryptocephalus virens Suffrian, 1847
- Cryptocephalus vittatus Fabricius, 1775
- Cryptocephalus zoiai Sassi, 2001

sottogenere Disopus Stephens, 1839
- Cryptocephalus pini (Linnaeus, 1758)
- Cryptocephalus simoni Weise, 1882
- Cryptocephalus tardus Weise, 1888

sottogenere Heterichnus Warchalowski, 1991
- Cryptocephalus carinthiacus Suffrian, 1884
- Cryptocephalus coryli (Linnaeus, 1758)
- Cryptocephalus danieli Clavareau, 1913
- Cryptocephalus excisus Seidlitz, 1872
- Cryptocephalus floribundus Suffrian, 1866
- Cryptocephalus informis Suffrian, 1847
- Cryptocephalus lividimanus Suffrian, 1851
- Cryptocephalus loebli Sassi, 1997
- Cryptocephalus loreyi Solier, 1837
- Cryptocephalus lusitanicus Suffrian, 1847
- Cryptocephalus podager Seidlitz, 1867
- Cryptocephalus prusias Suffrian, 1853
- Cryptocephalus pseudolusitanicus Arnold, 1938
- Cryptocephalus quadripunctatus G. A. Olivier, 1808
- Cryptocephalus stragula Rossi, 1794
- Cryptocephalus tricolor Rossi, 1792

sottogenere Lamellosus Tomov, 1979
- Cryptocephalus angorensis Pic, 1908
- Cryptocephalus laevicollis Gebler, 1830

sottogenere Protophysus Chevrolat in Dejean, 1837
- Cryptocephalus cyanipes Suffrian, 1847
- Cryptocephalus luteosignatus Pic, 1922
- Cryptocephalus schaefferi Schrank, 1789
- Cryptocephalus villosulus Suffrian, 1847
- Cryptocephalus wehnckei Weise, 1882

Sono state descritte anche due specie fossili, Cryptocephalus groehni Bukejs & Chamorro, 2015 e Cryptocephalus kheelorum Bukejs & Chamorro, 2015.